# Salda, Yeşilova
Salda là một thị trấn thuộc huyện Yeşilova, tỉnh Burdur, Thổ Nhĩ Kỳ. Dân số thời điểm năm 2010 là 1.34 người.